# Krujai fellegvár
A krujai fellegvár Albánia nyugati, középső részén található, Kruja városában. A vár Szkander bég székhelye volt és fontos szerepet játszott a törökök ellen vívott küzdelmek során. Az erődítmény három ostromot is átvészelt. Manapság az épületegyüttes és a város Albánia turizmusának egyik gócpontja. A fellegvárat ábrázolta 1992 és 1996 közt az 1000 lekes bankjegy, illetve 1996 óta az 5000 lekes bankjegy.

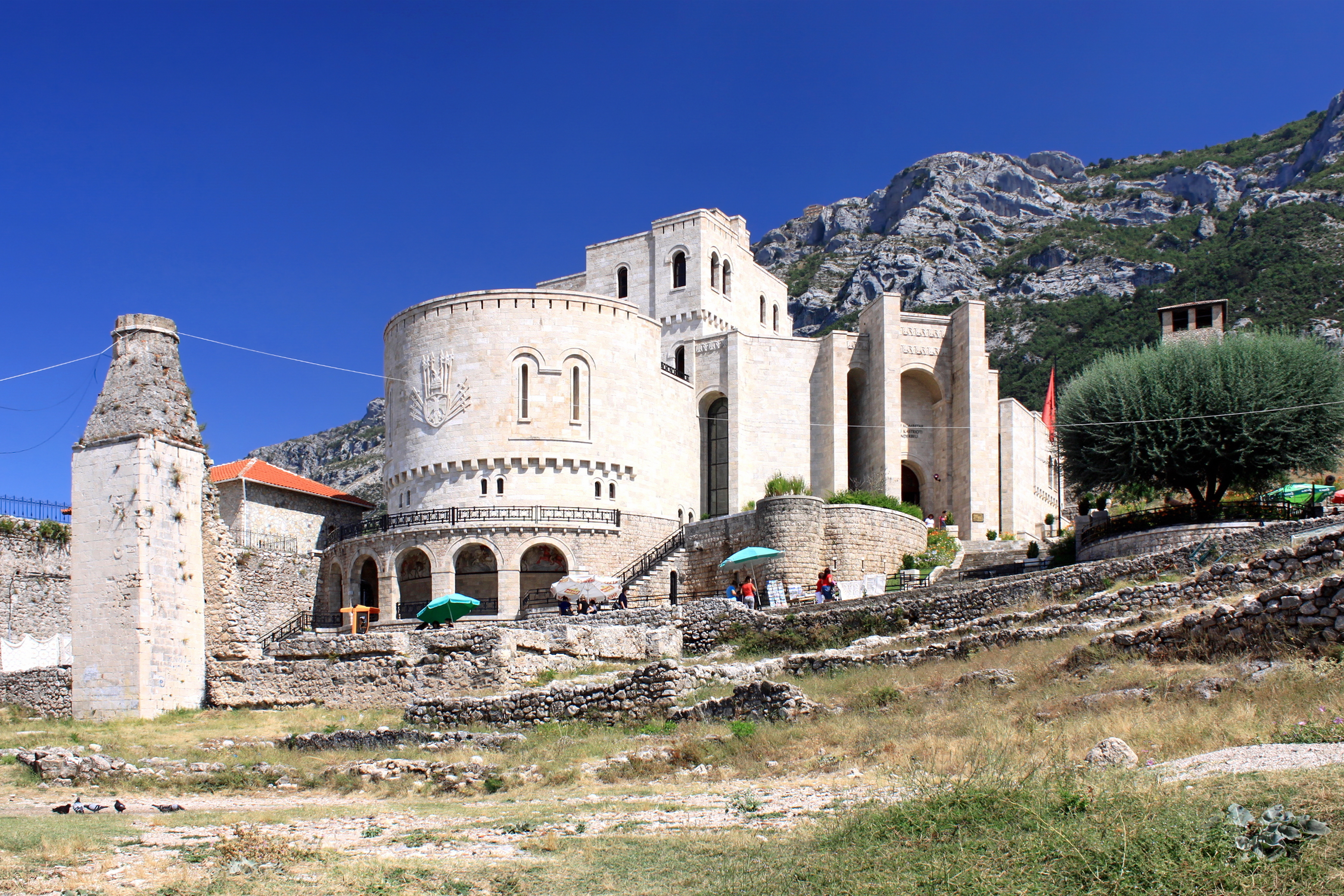
A modern múzeumépület

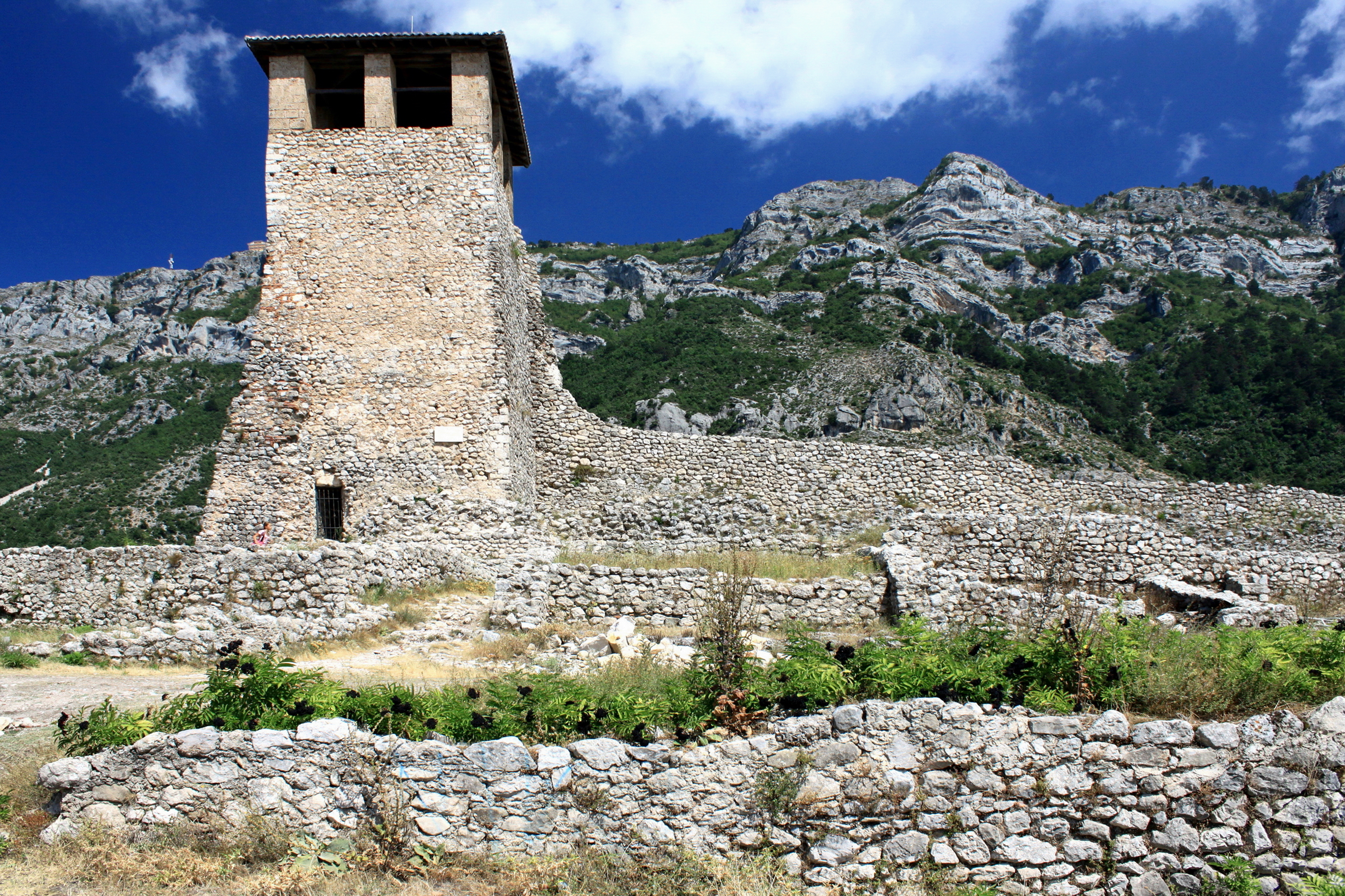
A fellegvár északi őrtornya

## Történelem
Az Albán felkelések (1432-1436) idején sikertelenül ostromolta Andrea Thopia seregeivel.

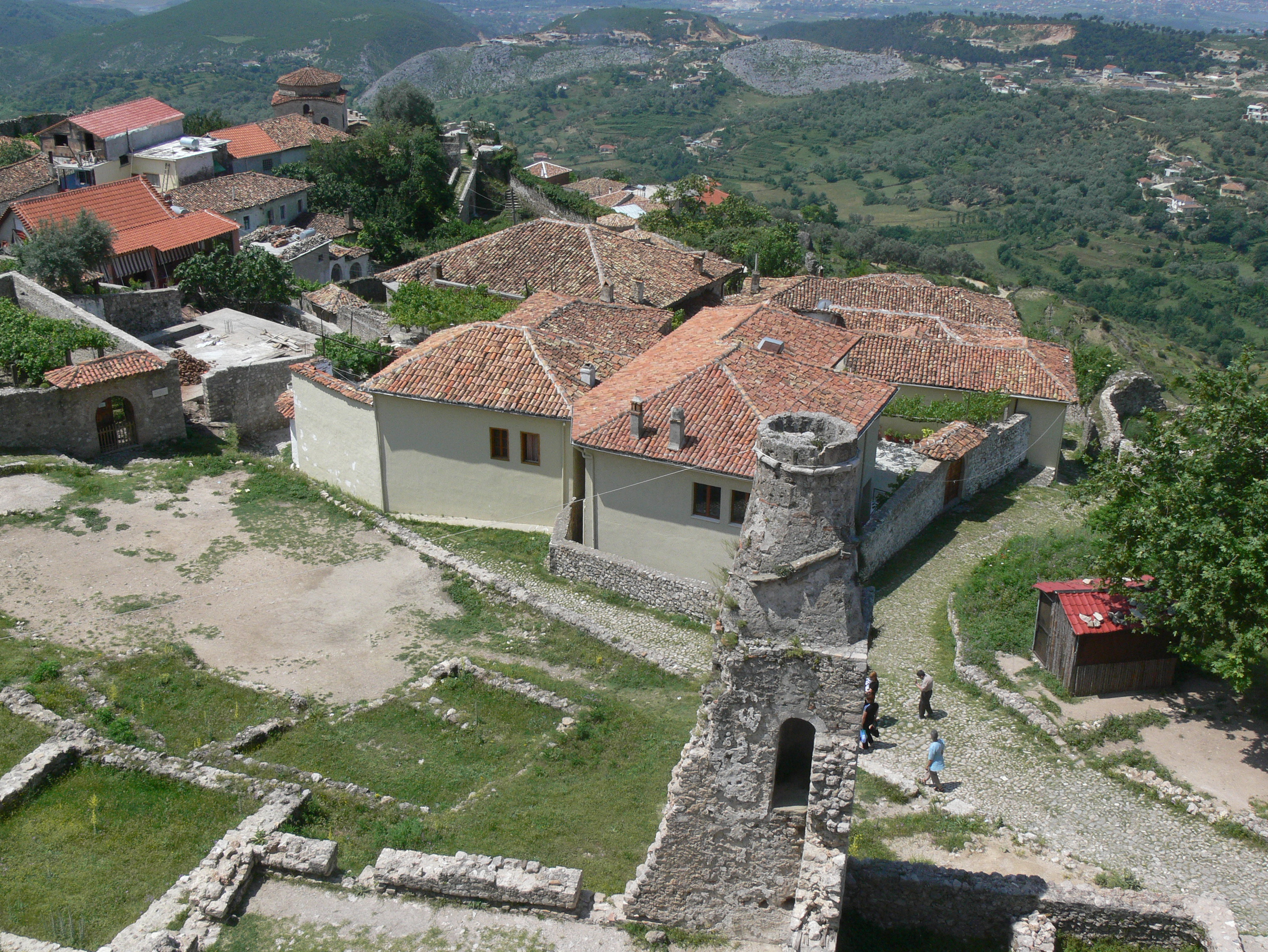
A belső vár részlete

## Fordítás
Ez a szócikk részben vagy egészben  a   Krujë Castle című angol Wikipédia-szócikk ezen változatának fordításán alapul.  Az eredeti cikk szerkesztőit annak laptörténete sorolja fel. Ez a jelzés csupán a megfogalmazás eredetét és a szerzői jogokat jelzi, nem szolgál a cikkben szereplő információk forrásmegjelöléseként.